# Kwee Swan-Liat
Kwee Swan-Liat (Soerabaja, 6 mei 1922 - Eindhoven, 22 februari 2006) was een Chinees-Nederlands filosoof. Kwee was gewoon hoogleraar in de algemene wijsbegeerte aan de Technische Hogeschool Eindhoven van 1971 tot 1984. Hij specialiseerde zich vooral in de comparatieve wijsbegeerte, waarin hij Westerse met Oosterse filosofie verbond. Hij heeft ook vele bijdragen geleverd aan de techniekfilosofie, de wijsgerige antropologie, de wetenschapsfilosofie en de studie van de geschiedenis van China en de Chinese Culturele Revolutie.

## Biografie
Kwee Swan-Liat werd op 6 mei 1922 geboren in Soerabaja, te Indonesië als kind van Chinese ouders. Hij doorliep de gymnasiumafdeling van het Gouvernementslyceum in Soerabaja en kreeg in 1940 een studiebeurs om natuurkunde in Leiden te studeren. Door de bezetting kon Kwee daar echter geen gebruik van maken. Hij begon vervolgens een studie in de chemische technologie aan de Technische Hogeschool te Bandoeng, maar moest ook deze vanwege de Japanse bezetting stopzetten.
In 1946 kreeg Kwee een Malinobeurs waarmee hij alsnog in Leiden van 1947 tot 1950 wiskunde en theoretische natuurkunde studeerde, en van 1948 tot 1962 ook filosofie en sociologie. in 1950 verkreeg hij als gevolg van de soevereiniteitsoverdracht de Nederlandse nationaliteit, naast de Chinese, die hij behield.
Kwee was oorspronkelijk van plan om bij Hendrik Kramers een proefschrift in de theoretische natuurkunde te verdedigen, maar Kramers stierf onverwacht in 1952. Kwee promoveerde daarom in 1953 bij de hoogleraar filosofie Ferdinand Sassen, met een proefschrift getiteld "Methods of comparative philosophy".
Na zijn proefschrift trad hij in dienst bij de universiteitsbibliotheek te Leiden, waar hij verantwoordelijk was voor de afdelingen Wiskunde en Natuurwetenschappen, Technieken en Bedrijven, alsook de coördinatie tussen de universiteitsbibliotheek en de talloze instituutbibliotheken. In 1955-1956 verwezenlijkte hij ook een grondige herziening van de systematische catalogus voor de bètawetenschappen en techniek.
Van 1953 tot 1955 was hij directeur van de Humanistische Stichting Mens en Wereld en van 1955 tot 1957 was hij ook privaatdocent aan de Universiteit van Amsterdam in de methodiek van de comparatieve filosofie.
Wanneer in 1963 het Filosofisch Instituut te Leiden wordt opgericht, kwam Kwee in dienst te staan van de Centrale Interfaculteit. In deze periode begon hij zich ook verder te verdiepen in de filosofie van de natuurwetenschappen en techniek.
Van 1965 tot 1971 was Kwee ook docent in de Aziatische godsdiensten aan het Humanistisch Opleidingsinstituut te Utrecht.
Kwee werd op 14 augustus 1970 benoemd tot gewoon hoogleraar in de algemene wijsbegeerte aan de Technische Hogeschool Eindhoven. Op 1 maart 1984 trad hij vervroegd uit. Kwee stierf  op 22 februari 2006 te Eindhoven.